# James Kenneth Howard
Pour les articles homonymes, voir James Howard et Howard.
James Kenneth Howard (5 mars 1814 - 7 janvier 1882) est un homme politique britannique whig.

## Biographie
Membre de la famille Howard, il est le quatrième fils de Thomas Howard (16e comte de Suffolk), et d'Elizabeth Jane, fille de James Dutton (1er baron Sherborne) . Il succède à son frère aîné, le vicomte Andover, comme député de Malmesbury en 1841, poste qu'il occupe jusqu'en 1852 . De 1851 à 1882, il occupe le poste de commissaire aux revenus de la forêt, des forêts et des terres.
Il épouse Lady Louisa, fille de Henry Petty-FitzMaurice (3e marquis de Lansdowne), en 1845. Il meurt en janvier 1882, à l'âge de 67 ans. Lady Louisa meurt en juin 1906. Leur petit-fils est l'explorateur et homme politique Charles Howard-Bury .